# Azzedine Doukha
Azzedine Doukha, né le 5 août 1986 à Chettia, dans la wilaya de Chlef, est un footballeur international algérien. Il évolue au poste de gardien de but

## Biographie

### En club
Doukha a commencé sa carrière dans l'équipe de l'ASO Chlef depuis la catégorie junior, puis senior pour un contrat de 2 ans à partir de la saison 2004. Après, il a atterri dans l'équipe du MO Béjaïa pendant 2 ans (2006-2008) puis pour une saison (2008-2009) au MC Alger.
En 2009, le gardien rejoint l'équipe de l'USMH. Il y passe 5 saisons pleines et est un pilier de l'équipe, ainsi le public sportif découvrit son talent et il est convoqué en équipe nationale depuis 2011. Lors de l'intersaison 2014, rapproché par la JS Kabylie, le joueur signe pour une durée de 2 ans et il est le gardien numéro 1 de l'équipe.
Après avoir quitté la JSK à l'été 2016, Doukha rejoint la formation algéroise du NA Hussein Dey pour un contrat d'une durée de 3 ans.
Au début du mois de juillet 2017, le joueur résilie à l'amiable son aventure avec le NAHD et tente sa première expérience professionnelle en signant au profit du club de Ohud Médine nouveau promu du championnat d'Arabie saoudite de football, et devient ainsi le premier gardien de but issu du championnat local à signer un contrat en Arabie saoudite.
Le 13 septembre 2023, Doukha prend sa retraite après 19 ans de carrière sur les terrains.

### En sélection
Azzedine Doukha reçoit sa première sélection en équipe d'Algérie le 12 novembre 2011, lors d'un match amical face à la Tunisie. Depuis, Doukha reçoit plusieurs convocations, il a figuré dans la liste des 23 de la CAN 2013 et la CAN 2015. Il a perdu sa place pour figurer dans la liste définitive des 23 pour la Coupe du monde 2014 au profit de Cédric Si Mohammed. Après cette coupe du monde, Doukha retrouve l'équipe nationale, puis à la suite de la méforme de Raïs M'Bolhi avec son club et son manque de compétition, Doukha devient le gardien titulaire durant 3 matchs consécutifs.

## Statistiques
| Saison                | Club                  | Championnat           | Championnat | Championnat | Coupe(s) nationale(s) | Coupe(s) nationale(s) | Algérie | Algérie | Total | Total |
| Saison                | Club                  | Division              | M.          | B.          | M.                    | B.                    | M.      | B.      | M.    | B.    |
| 2004-2005             | ASO Chlef             | 1                     | 2           | 0           | -                     | -                     | -       | -       | 2     | 0     |
| 2005-2006             | ASO Chlef             | 1                     | -           | -           | -                     | -                     | -       | -       | 0     | 0     |
| Sous-total            | Sous-total            | Sous-total            | 2           | 0           | -                     | -                     | -       | -       | 2     | 0     |
| 2006-2007             | JSM Tiaret            | 2                     | 4           | 0           | -                     | -                     | -       | -       | 4     | 0     |
| Sous-total            | Sous-total            | Sous-total            | 4           | 0           | -                     | -                     | -       | -       | 4     | 0     |
| 2006-2007             | MO Béjaïa             | 2                     | 3           | 0           | 1                     | 0                     | -       | -       | 4     | 0     |
| 2007-2008             | MO Béjaïa             | 2                     | 27          | 0           | -                     | -                     | -       | -       | 27    | 0     |
| Sous-total            | Sous-total            | Sous-total            | 30          | 0           | 1                     | 0                     | -       | -       | 31    | 0     |
| 2008-2009             | MC Alger              | 1                     | 3           | 0           | -                     | -                     | -       | -       | 3     | 0     |
| Sous-total            | Sous-total            | Sous-total            | 3           | 0           | -                     | -                     | -       | -       | 3     | 0     |
| 2009-2010             | USM El Harrach        | 1                     | 13          | 0           | -                     | -                     | -       | -       | 13    | 0     |
| 2010-2011             | USM El Harrach        | 1                     | 22          | 0           | 5                     | 0                     | -       | -       | 27    | 0     |
| 2011-2012             | USM El Harrach        | 1                     | 26          | 0           | 2                     | 0                     | 1       | 0       | 29    | 0     |
| 2012-2013             | USM El Harrach        | 1                     | 24          | 0           | 2                     | 0                     | 2       | 0       | 28    | 0     |
| 2013-2014             | USM El Harrach        | 1                     | 23          | 0           | 1                     | 0                     | 1       | 0       | 25    | 0     |
| Sous-total            | Sous-total            | Sous-total            | 108         | 0           | 10                    | 0                     | 4       | 0       | 122   | 0     |
| 2014-2015             | JS Kabylie            | 1                     | 25          | 0           | 4                     | 0                     | 4       | 0       | 33    | 0     |
| 2015-2016             | JS Kabylie            | 1                     | 25          | 0           | 1                     | 0                     | 3       | 0       | 29    | 0     |
| Sous-total            | Sous-total            | Sous-total            | 50          | 0           | 5                     | 0                     | 7       | 0       | 62    | 0     |
| 2016-2017             | NA Hussein Dey        | 1                     | 23          | 0           | 2                     | 0                     | -       | -       | 25    | 0     |
| Sous-total            | Sous-total            | Sous-total            | 23          | 0           | 2                     | 0                     | -       | -       | 25    | 0     |
| 2017-2018             | Ohod Club             | 1                     | 26+2        | 0+0         | 1                     | 0                     | -       | -       | 29    | 0     |
| Sous-total            | Sous-total            | Sous-total            | 28          | 0           | 1                     | 0                     | -       | -       | 29    | 0     |
| 2018-2019             | Al Raed               | 1                     | 29          | 0           | 1                     | 0                     | 1       | 0       | 31    | 0     |
| 2019-2020             | Al Raed               | 1                     | 29          | 0           | 1                     | 0                     | 1       | 0       | 31    | 0     |
| 2020-2021             | Al Raed               | 1                     | 25          | 0           | -                     | -                     | 0       | 0       | 25    | 0     |
| Sous-total            | Sous-total            | Sous-total            | 83          | 0           | 2                     | 0                     | 2       | 0       | 87    | 0     |
| 2021-2022             | JS Kabylie            | 1                     | 27          | 0           | -                     | -                     | -       | -       | 27    | 0     |
| Sous-total            | Sous-total            | Sous-total            | 27          | 0           | 0                     | 0                     | 0       | 0       | 27    | 0     |
| Total sur la carrière | Total sur la carrière | Total sur la carrière | 353         | 0           | 21                    | 0                     | 13      | 0       | 387   | 0     |

## En équipe nationale
| Saison                | Sélection             | Phases finales        | Phases finales | Phases finales | Éliminatoires CDM | Éliminatoires CDM | Éliminatoires CAN | Éliminatoires CAN | Matchs amicaux | Matchs amicaux | Total | Total |
| Saison                | Sélection             | Compétition           | M              | B              | M                 | B                 | M                 | B                 | M              | B              | M     | B     |
| --------------------- | --------------------- | --------------------- | -------------- | -------------- | ----------------- | ----------------- | ----------------- | ----------------- | -------------- | -------------- | ----- | ----- |
| 2011-2012             | Algérie               | -                     | -              | -              | 0                 | 0                 | 0                 | 0                 | 1              | 0              | 1     | 0     |
| 2012-2013             | Algérie               | CAN 2013              | 0              | 0              | 0                 | 0                 | 0                 | 0                 | 2              | 0              | 2     | 0     |
| 2013-2014             | Algérie               | Coupe du monde 2014   | -              | -              | 0                 | 0                 | -                 | -                 | 1              | 0              | 1     | 0     |
| 2014-2015             | Algérie               | CAN 2015              | 0              | 0              | -                 | -                 | 2                 | 0                 | 2              | 0              | 4     | 0     |
| 2015-2016             | Algérie               | -                     | -              | -              | 0                 | 0                 | 1                 | 0                 | 2              | 0              | 3     | 0     |
| 2016-2017             | Algérie               | CAN 2017              | -              | -              | -                 | -                 | -                 | -                 | -              | -              | 0     | 0     |
| 2017-2018             | Algérie               | -                     | -              | -              | -                 | -                 | -                 | -                 | -              | -              | 0     | 0     |
| 2018-2019             | Algérie               | CAN 2019              | 0              | 0              | -                 | -                 | 1                 | 0                 | 0              | 0              | 1     | 0     |
| 2019-2020             | Algérie               | -                     | -              | -              | -                 | -                 | 0                 | 0                 | 1              | 0              | 1     | 0     |
| 2020-2021             | Algérie               | -                     | -              | -              | -                 | -                 | 0                 | 0                 | 0              | 0              | 0     | 0     |
| Total sur la carrière | Total sur la carrière | Total sur la carrière | 0              | 0              | 0                 | 0                 | 4                 | 0                 | 9              | 0              | 13    | 0     |

### Matchs internationaux
La liste ci-dessous dénombre toutes les rencontres de l'Équipe d'Algérie de football auxquelles Azzedine Doukha prend part, du 12 novembre 2011 jusqu'à présent.

## Palmarès

### En club
USM El Harrach
- Finaliste de la Coupe d'Algérie en 2011
- Vice-Champion d'Algérie en  2013

 Algérie
- Coupe d'Afrique des nations
  - Vainqueur en 2019

## Décorations
- Achir de l'ordre du Mérite national d'Algérie.